# Quarter day

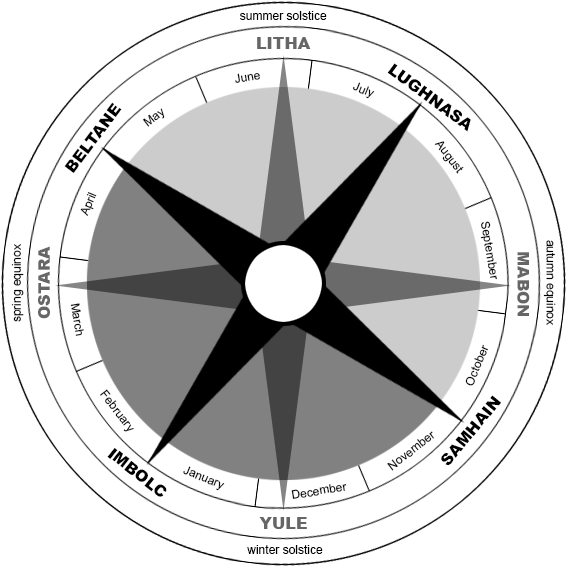
Ruota dell'anno in cui si nota la similitudine di posizionamento nel calendario tra i quarter days e i quattro Sabbat minori.

Nella tradizione britannica e irlandese, i quarter days erano le quattro date nelle quali veniva assunta la servitù e venivano pagate le rate e gli affitti. Questi giorni cadevano in coincidenza con delle feste religiose distanti all'incirca tre mesi l'una dall'altra.
L'odierna importanza dei quarter days è limitata, anche se alcuni tipi di pagamenti in Inghilterra hanno ancora scadenza nei vecchi quarter days inglesi.

## Inghilterra e Galles
I quarter days inglesi (osservati anche in Galles) sono:
- Annunciazione del Signore (Lady Day, 25 marzo)
- Natività di San Giovanni Battista (Midsummer Day 24 giugno)
- Festa di San Michele arcangelo (Michaelmas 29 settembre)
- Natale (25 dicembre)

Il Lady Day era anche il primo giorno dell'anno nell'Impero britannico fino al 1752. L'anno fiscale britannico inizia ancora il 6 aprile (che in base al Calendario Gregoriano corrisponde al 25 marzo del Calendario Giuliano, ovvero il Lady Day).

## Irlanda
I quarter days irlandesi venivano osservati negli stessi giorni di quelli inglesi.

## Scozia
I quarter days scozzesi sono:
- Presentazione del Signore (Candlemas 2 febbraio)
- Pentecoste (Whitsunday 15 maggio)
- Lammas (1º agosto)
- Festa di San Martino di Tours (Martinmas 11 novembre), diffusa scadenza dell'alternanza degli affittuari nella Pianura Padana.

Il Terms & Quarter Day (Scotland) Act 1990 ridefinisce queste date, almeno per scopi ufficiali, come il 28 di febbraio, maggio, agosto e novembre rispettivamente.